# Charles Bassey
Pour les articles homonymes, voir Bassey.
Charles A. Bassey, né le 28 octobre 2000 à Lagos au Nigeria, est un joueur nigérian de basket-ball évoluant au poste de pivot.

## Biographie

### Carrière universitaire
Entre 2018 et 2021, il joue pour les Hilltoppers de Western Kentucky.

### Carrière professionnelle

#### 76ers de Philadelphie (2021-2022)
Le 29 juillet 2021, il est sélectionné à la 53e position de la draft 2021 de la NBA par les 76ers de Philadelphie.
En septembre 2021, il signe pour trois saisons en faveur des 76ers de Philadelphie.
Il est coupé le 14 octobre 2022.

#### Spurs de San Antonio (depuis 2022)
Fin octobre 2022, il signe un contrat two-way avec les Spurs de San Antonio. Mi-février 2023, son contrat two-way est converti en un contrat standard. Bassey subit une déchirure du ligament croisé antérieur du le genou gauche en décembre 2023 et manque le reste de la saison 2023-2024.

## Statistiques

### Universitaires
Les statistiques de Charles Bassey en matchs universitaires sont les suivantes :
| Saison    | Équipe           | Matchs | Titul. | Min./m | % Tir | % 3pts | % LF | Rbds/m. | Pass/m. | Int/m. | Ctr/m. | Pts/m. |
| --------- | ---------------- | ------ | ------ | ------ | ----- | ------ | ---- | ------- | ------- | ------ | ------ | ------ |
| 2018-2019 | Western Kentucky | 34     | 34     | 31,4   | 62,7  | 45,0   | 76,9 | 10,00   | 0,70    | 0,80   | 2,40   | 14,60  |
| 2019-2020 | Western Kentucky | 10     | 10     | 28,1   | 53,3  | 16,7   | 78,7 | 9,20    | 1,30    | 0,80   | 1,60   | 15,30  |
| 2020-2021 | Western Kentucky | 28     | 28     | 30,4   | 59,0  | 30,5   | 75,9 | 11,60   | 0,70    | 0,40   | 3,10   | 17,60  |
| Carrière  | Carrière         | 72     | 72     | 30,5   | 59,6  | 31,9   | 76,8 | 10,50   | 0,80    | 0,60   | 2,60   | 15,90  |

## Records sur une rencontre en NBA
Les records personnels de Charles Bassey en NBA sont les suivants, :
| Type de statistique        | Saison régulière | Saison régulière        | Saison régulière | Playoffs | Playoffs        | Playoffs    |
| Type de statistique        | Record           | Adversaire              | Date             | Record   | Adversaire      | Date        |
| -------------------------- | ---------------- | ----------------------- | ---------------- | -------- | --------------- | ----------- |
| Points                     | 16               | 3 fois                  | 3 fois           | 2        | @ Heat de Miami | 2 mai 2022  |
| Paniers marqués            | 7                | 2 fois                  | 2 fois           | 1        | @ Heat de Miami | 2 mai 2022  |
| Paniers tentés             | 10               | 3 fois                  | 3 fois           | 1        | 2 fois          | 2 fois      |
| Paniers à 3 points réussis | 1                | 3 fois                  | 3 fois           | -        | -               | -           |
| Paniers à 3 points tentés  | 2                | 2 fois                  | 2 fois           | -        | -               | -           |
| Lancers francs réussis     | 4                | Rockets de Houston      | 8 décembre 2022  | -        | -               | -           |
| Lancers francs tentés      | 4                | 3 fois                  | 3 fois           | 1        | @ Heat de Miami | 2 mai 2022  |
| Rebonds offensifs          | 7                | @ Hornets de Charlotte  | 15 février 2023  | 1        | @ Heat de Miami | 2 mai 2022  |
| Rebonds défensifs          | 11               | Bucks de Milwaukee      | 11 novembre 2022 | 2        | @ Heat de Miami | 10 mai 2022 |
| Rebonds totaux             | 14               | Bucks de Milwaukee      | 11 novembre 2022 | 2        | 2 fois          | 2 fois      |
| Passes décisives           | 5                | @ Lakers de Los Angeles | 20 novembre 2022 | 1        | @ Heat de Miami | 2 mai 2022  |
| Interceptions              | 2                | 2 fois                  | 2 fois           | -        | -               | -           |
| Contres                    | 4                | 3 fois                  | 3 fois           | 1        | @ Heat de Miami | 4 mai 2022  |
| Balles perdues             | 4                | 3 fois                  | 3 fois           | -        | -               | -           |
| Minutes jouées             | 25               | @ Rockets de Houston    | 5 mars 2023      | 7        | @ Heat de Miami | 10 mai 2022 |

- Double-double : 3
- Triple-double : 0

Dernière mise à jour : 21 décembre 2024

## Distinctions personnelles
- All-NBA G League Second Team (2022)
- NBA G League All-Defensive Team (2022)
- NBA G League All-Rookie Team (2022
- Third-team All-American – USBWA (2021)
- Conference USA Player of the Year (2021)
- 2× First-team All-Conference USA (2019, 2021)
- 2× Conference USA Defensive Player of the Year (2019, 2021)
- Conference USA Freshman of the Year (2019)